# Ayvalık
Ayvalık (grec Kydonia) és una vila de la costa de la mar Egea, a Anatòlia, al golf d'Edremit, enfront de l'illa de Lesbos. És capital d'un kada (districte) de la província de Balıkesir, a l'extrem sud-oest de la qual està situada.
Fou una petita vila que el 1900 tenia 20.974 habitants de majoria grecs, i el 1945 tenia 13.650 habitants tots turcs (i el districte 24.742 habitants). Les illes situades al golf, anomenades Yundadalari (nom clàssic: Ἑκατόννησοι 'Hekatonessoi') són part del districte.
Durant la guerra de la independència grega fou destruïda (1821) però es va recuperar força rapid. Després de l'acord per intercanvi de minories del 30 de gener de 1923, la població grega majoritaria va abandonar la ciutat i fou substituïda per turcs procedents de Lesbos, Creta i Macedònia.